# Tánc, tánc, tánc
A Tánc, tánc, tánc (ダンス・ダンス・ダンス Danszu Danszu Danszu) a japán író, Murakami Haruki hatodik regénye. Először 1988-ban adták ki, angol nyelvre Alfred Birnbaum fordította 1994-ben. Magyarra 2010-ben Erdős György fordította le a Geopen Könyvkiadó gondozásában. A kötet a Birkakergető nagy kaland folytatása. Murakami 2001-ben azt nyilatkozta, hogy a Tánc, tánc, tánc megírása gyógyító hatással volt rá a Norvég erdő kiadását követő nem várt hírneve feldolgozására, ezért a Tánc, tánc, tánc megírását bármelyik másik regényénél jobban élvezte.

## Cselekmény
|  | Alább a cselekmény részletei következnek! |

A regény egy névtelen főhős szürreális balszerencse-sorozatát követi végig, aki íróként dolgozik. A főszereplő kénytelen visszatérni a Delfin Hotelbe, ami egykor egy lepukkant hely volt, s ahol megszállt azzal a nővel, akit szeretett, annak ellenére, hogy még a nő valódi nevét sem tudta. A nő azóta nyomtalanul eltűnt, a Delfin Hotelt pedig egy hatalmas cég vette meg, és egy könnyed, felkapott, nyugati stílusú hotel lett belőle.
A főszereplő álmaiban a nő – akivel a Delfin Hotelben volt –, és a Birkaember – egy fura, öreg báránybőrbe öltözött ember, aki a kapocs a régi és az új között, egyben lelkiismeretesen is vigyáz a főhősre – megjelennek előtte, és két rejtély megoldásához vezetik. Az első rejtély egy természetbeli, hogy hogyan élje túl a túlélhetetlent. A másik egy call girl meggyilkolása, melyben a főhős egyik régi iskolai barátja – aki mostanra már híres színész – is közvetetten érintett. Útközben a főhős találkozik egy látnokkal, egy szerencsétlen 13 éves kislánnyal és a kislány ugyanolyan szerencsétlen szüleivel, egy egykarú költővel, és egy szimpatikus recepcióssal, aki osztozik a főhős néhány zavarba ejtően valódi látomásán.
|  | Itt a vége a cselekmény részletezésének! |

## Főbb témák
Számos, Murakami írására jellemző téma fordul elő a regényben. A Tánc, tánc, tánc a többi Murakami regényhez hasonlóan olyan témákat dolgoz fel, mint a veszteség és a lemondás. Murakami regényeiben a férfi főhős gyakran elveszíti az édesanyját, a feleségét vagy a barátnőjét. A gyakori Murakami-elemek közül a műben megtalálhatók az eltávolodás, az abszurdum és az emberi kapcsolat tökéletes megismerésének elemei is.
A történetben az egyik szereplőt Makimura Hirakunak hívják, ami a szerző, Murakami Haruki nevének anagrammája. A regényben Makimura szintén best seller szerző.

## A magyar fordítóról
Murakami életművének magyarra átültetését Erdős György (1944-2011) műfordító, japanológus kezdte. 1944-ben született Budapesten. Az ELTE bölcsészkarán doktorált 1992-ben. 1989-től Japánban élt, ahol a japán állami televízió kelet-közép-európai szakértője volt. 1998-tól a tokiói turisztikai külképviselet vezetője volt, és így segítette a japán-magyar turisztikai és kulturális kapcsolatok fejlődését.
A Geopen Kiadó előtt az Európa Könyvkiadónak fordított japán nyelvről 1992 és 1998 között. A Geopen Kiadónál 2005-től kezdve vállalta a Murakami-regények fordítását. Eközben több mint 130 cikket írt, és több más japán szerzőtől (pl. Nacume Szószekitől) is fordított le műveket.
2005 óta kilenc Murakami-regény fordítása fűződik a nevéhez. Utolsó munkája az 1Q84 című trilógia fordítása volt, de már nem tudta befejezni. A trilógia fordítását Nagy Mónika – aki a Norvég erdőt és Kanehara Hitomi Pirszinget a kígyónak című könyvét is fordította – vette át .
Ezenkívül még sok japán rajzfilm magyar szövege kötődik a nevéhez.

### Magyarul
- Tánc, tánc, tánc; ford. Erdős György; Geopen, Bp., 2010

## Fordítás
- Ez a szócikk részben vagy egészben  a   Dance Dance Dance (novel) című angol Wikipédia-szócikk ezen változatának fordításán alapul.  Az eredeti cikk szerkesztőit annak laptörténete sorolja fel. Ez a jelzés csupán a megfogalmazás eredetét és a szerzői jogokat jelzi, nem szolgál a cikkben szereplő információk forrásmegjelöléseként.